# حوزه انتخابیه چهارم ماساچوست
حوزه انتخابیه چهارم ماساچوست یک حوزه انتخابیه مجلس نمایندگان آمریکا است که در ایالت ماساچوست قرار دارد.